# Ekenäs järnvägsstation

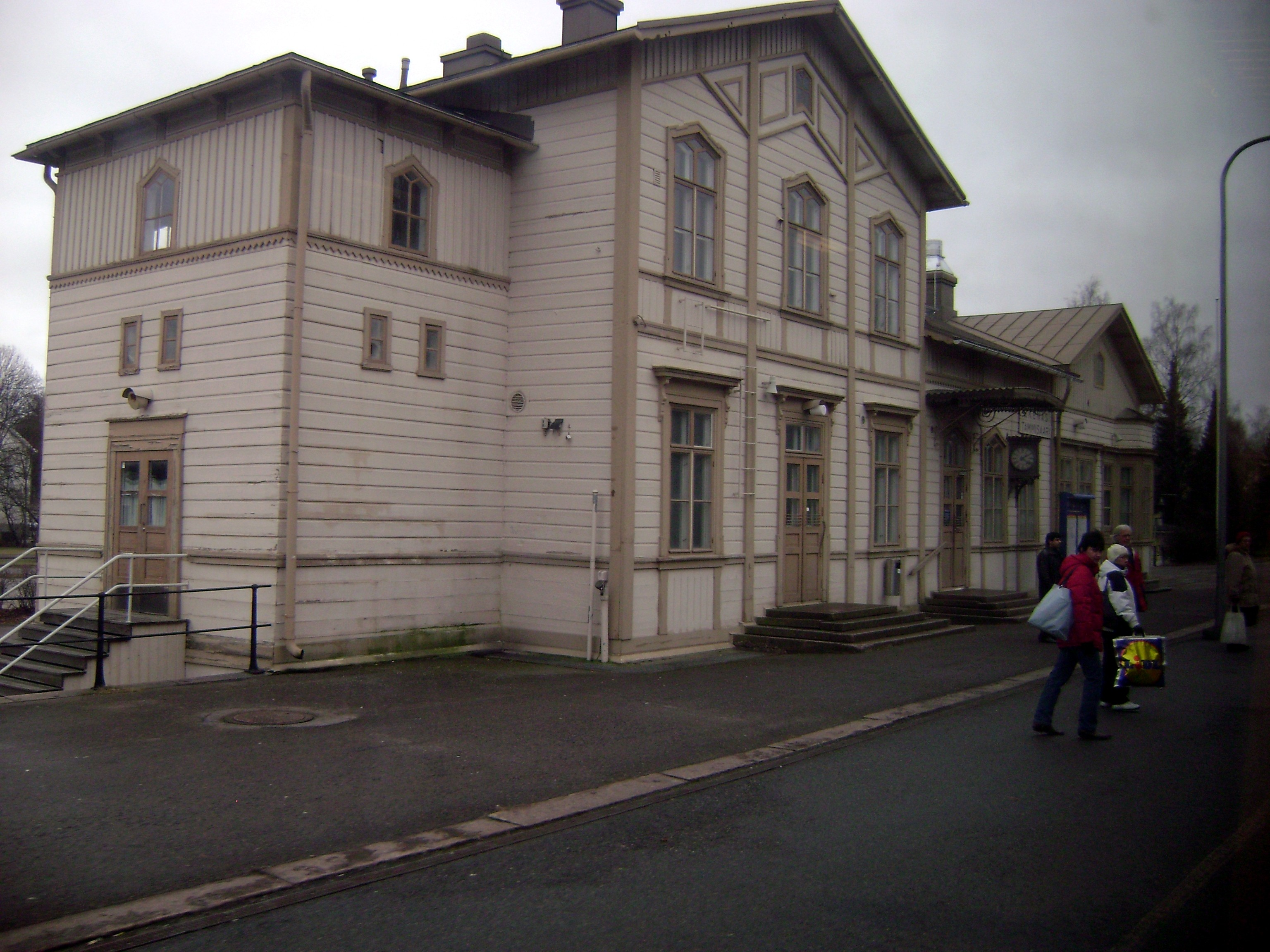
Stationsbyggnaden i Ekenäs.

Ekenäs järnvägsstation (finska: Tammisaaren rautatieasema) är en järnvägsstation i Ekenäs i Raseborgs stad i Finland.
Stationen öppnades den 8 oktober 1873 samtidigt med Hangö-Hyvinge banan. Vid stationen stannar rälstågen som går mellan Hangö och Karis. Stationsbyggnaden är ritad av Knut Nylander.
Ekenäs har haft järnvägsgård men den togs bort 1996. Biljettförsäljningen upphörde i september 2008, men senare har stationen fått en biljettautomat.
Ekenäs busstation ligger på andra sidan byggnaden.